# فرانك رينولدز
فرانك رينولدز (بالإنجليزية: Frank Reynolds)‏ هو صحفي أمريكي، ولد في 29 نوفمبر 1923 في إيست شيكاغو في الولايات المتحدة، وتوفي في 20 يوليو 1983 في واشنطن العاصمة في الولايات المتحدة بسبب ورم نخاعي متعدد.

## وصلات خارجية
- فرانك رينولدز على موقع IMDb (الإنجليزية)
- فرانك رينولدز على موقع إن إن دي بي (الإنجليزية)
- فرانك رينولدز على موقع قاعدة بيانات الفيلم (الإنجليزية)